# MFK Rusovce
MFK Rusovce là một câu lạc bộ bóng đá Slovakia, đến từ thị trấn Rusovce.

## Màu sắc
Màu sắc của câu lạc bộ là xanh lá cây và vàng.